# Parafia Zmartwychwstania Pańskiego w Kuślinie
Parafia Zmartwychwstania Pańskiego w Kuślinie – rzymskokatolicka parafia w Kuślinie, należy do dekanatu bukowskiego. Powstała w 1979. Mieści się przy ulicy Sczanieckiej.